# الدو بانزی
الدو بانزی (به اسپانیایی: Aldo Bonzi) یک منطقهٔ مسکونی در آرژانتین است که در استان بوئنوس آیرس واقع شده‌است.

## خصوصیات
الدو بانزی ۴٫۹ کیلومترمربع مساحت و ۱۳٬۴۱۰ نفر جمعیت دارد و ۱۳ متر بالاتر از سطح دریا واقع شده‌است.